# Ordensgemeinschaft Mariae Vitae

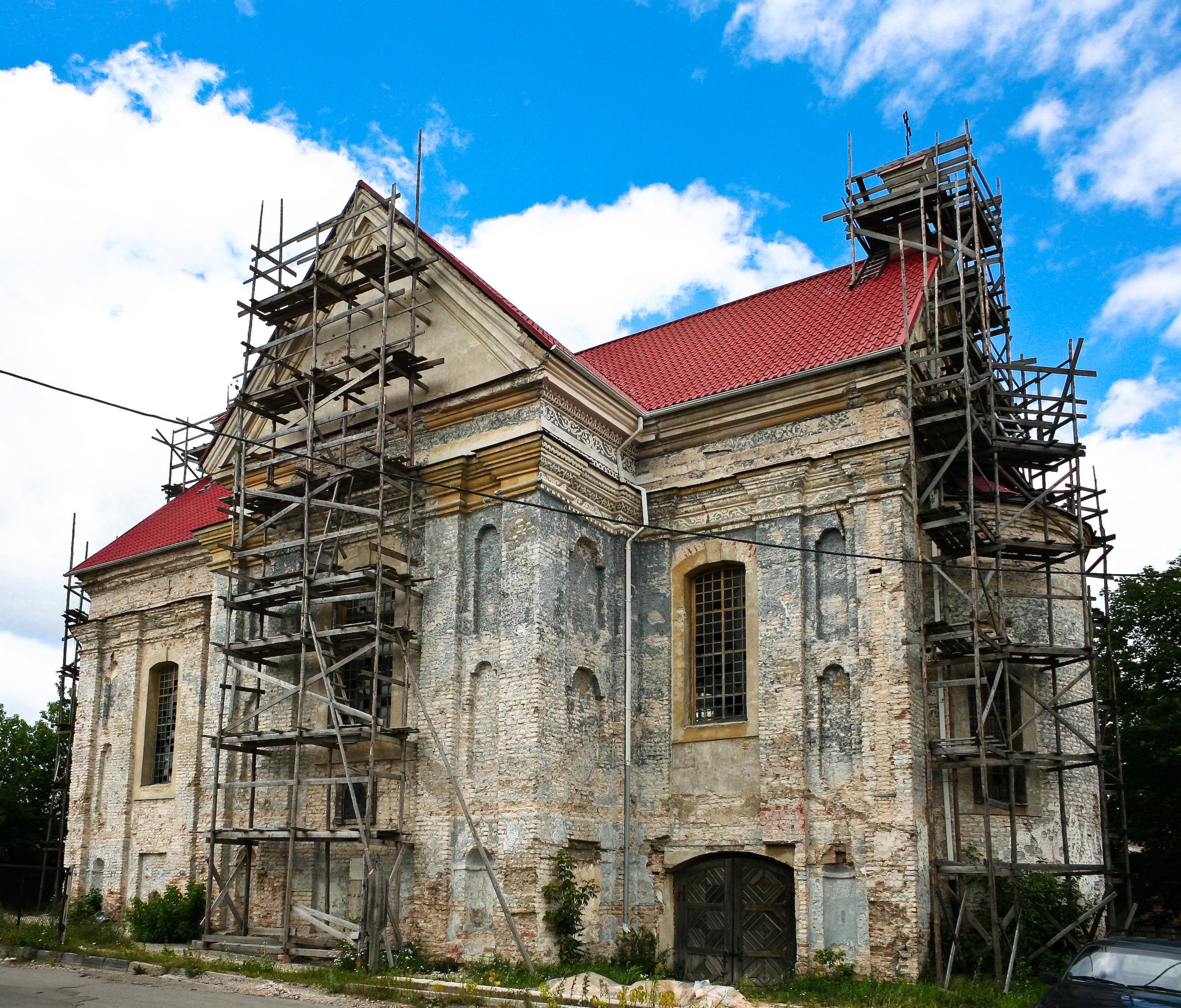
St. Stephan in Wilna, vor welcher Kirche der erste Mariawitek-Konvent entstand

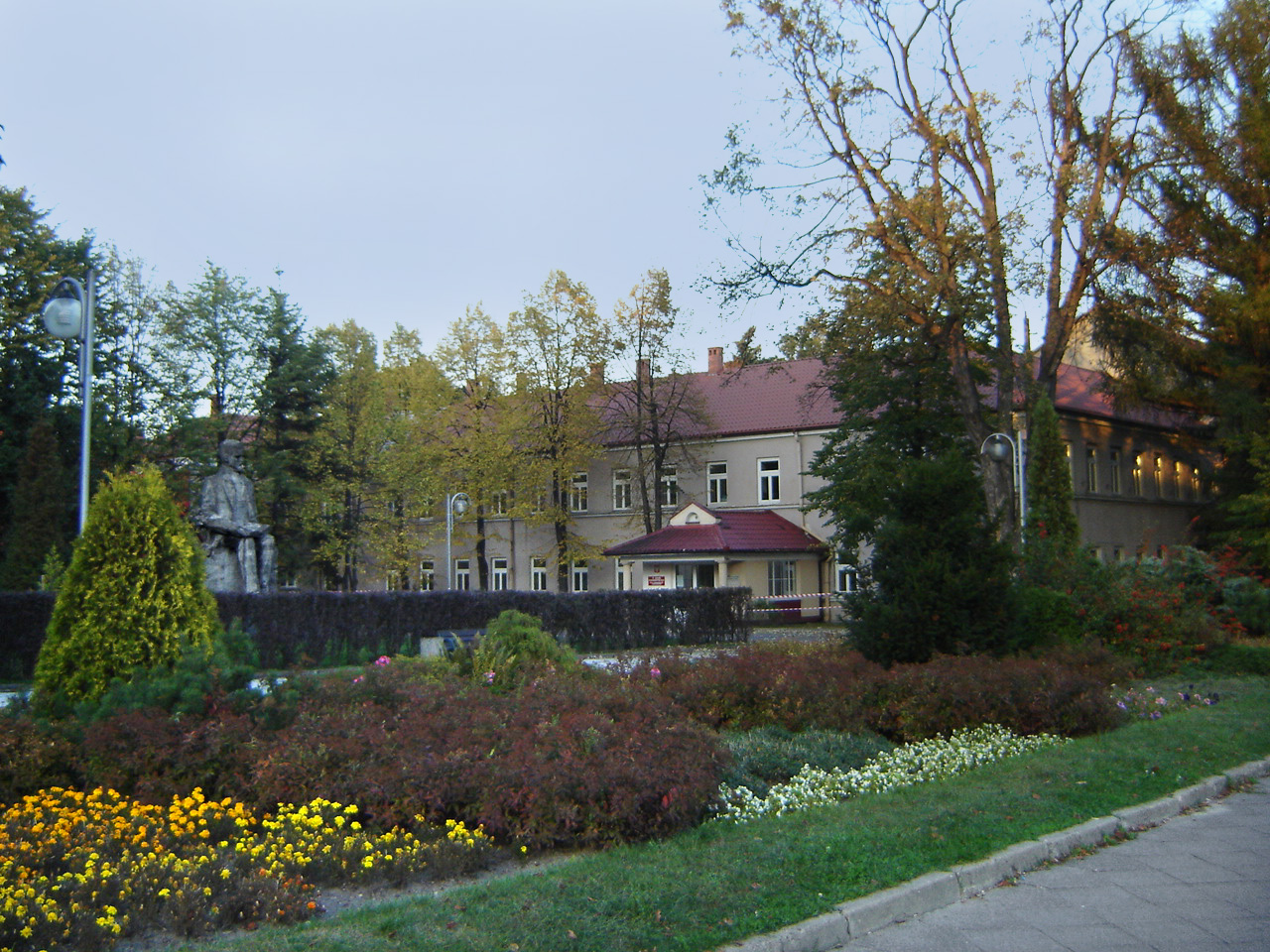
Ehem. Mariawitek-Konvent in Tschenstochau, gegenwärtiges Gebäude des IV Liceum Ogólnokształcące im. Henryka Sienkiewicza

Die Ordensgemeinschaft Mariae Vitae, auch Mariawitek-Ordensgemeinschaft (lat. Congregatio Mariae Vitae, lit. Mariae Vitae seserų kongregacija (Marijavitės), poln. Zgromadzenie Sióstr Życia Maryi, engl. Mariae Vitae Congregation) war die erste und vermutlich wichtigste Missionsinstitution im Polen-Litauen des 18. und 19. Jahrhunderts, gegründet durch Propst Józef Stefan Turczynowicz, St. Stephan (Vilnius). Gemäß ihren Regeln war sie mit einem neuartigen Sozialprogramm in der Religions-/Laienbildung von (vor allem jüdischen) konvertierten Mädchen tätig. Es schloss finanzielle Hilfe ein und ließ die Neophyten praktische Arbeitsfähigkeiten erlernen, damit sie sich in der katholischen Gesellschaft etablieren konnten. Der Mariawitek-Orden war aktiv von 1737 bis 1773 (Schließung auf Druck der Schtetls) bzw. von 1788 bis zum Januaraufstand 1864.

## Niederlassungen (Konvent) in Polen-Litauen
Der Mariawitek-Orden war in siebzehn Konventen organisiert mit Ordensschwestern; die Nonnen hatten innerhalb des Ordens zur Verrichtung ihrer täglichen Arbeit auch männliche Helfer, was männlichen Nicht-Christen offenbar zeigen sollte, dass auch sie zur Konversion zum Katholizismus herzlich eingeladen sind.
Hauptsitz der Mariaviten war das Klasztor Maryawitek in Vilnius.
Von siebzehn Ordensniederlassungen befanden sich fast alle im Großfürstentum Litauen: 

Kaunas, Witebsk, Mścisław, Minsk, Słonim, Połock, Orsza, Grodno, Nowogródek, Wołkowysk, Mozyrz, Pińsk, Bobrujsk, Krorzy, Hołowczyn, Chołopienicze
In Polen selbst gab es nur einen Mariae-Vitae-Konvent: in Częstochowa.

## Geschichte
Der röm.-katholische Propst Józef Stefan Turczynowicz, St. Stephan (Vilnius) verspürte 1737 den inneren Drang zur Missionstätigkeit und erwirkte noch im gleichen Jahr unter dem Namen Congregatio Mariae Vitae per Gesetz die Gründung des Mariawitek-Ordens durch den Bischof von Vilnius, Semgallen und Polnisch-Livland.
Die Zustimmung Papst Benedikt XIV. erhielt er erst am 15. April 1752.
Das wichtigste Ziel des Mariawitek-Ordens war die Konversion der Nicht-Christen (Juden, Karäer, Tataren) zum Katholizismus sowie die Ausbildung und Fürsorge seiner Neophyten. Dabei erreichte er vor allem arme, mittellose Frauen aus dem ostjüdischen Schtetl, Mädchen sowie Waisenkinder. Aus dem Schtetl kamen auch jüdische Mütter mit ihren Kindern; sie wurden dann zusammen mit ihren Kindern getauft. So kamen unter dem Schutz des Mariawitek-Ordens u. a. auch Jungen. Hielt die Mutter den enormen seelischen Druck ihres Tabula rasa-Status nach der Taufe nicht durch und wollte ins Schtetl umkehren, so hatte sie ihre Kinder als Katholiken im Orden zurückzulassen.
Dies sowie die karitative Aktivität des Mariae-Vitae-Ordens insgesamt verursachte einen starken Konflikt mit den jeweiligen Schtetl der Umgebung, weil man dort wegen des Lebens in der Diaspora in ärmsten Verhältnissen harrte und die römisch-katholische Kirche das nun für sich zu nutzen schien. Beschwerden bei der Römischen Kurie führten 1773 schließlich zur Schließung der Ordensgemeinschaft. Doch die ehemaligen Mariae-Vitae-Ordensschwestern wollten sich damit nicht abfinden und brachten eine Supplik persönlich nach Rom vor Papst Clemens XIV., der die Aktivität des Ordens 1788 erneut genehmigte. Seitdem blieb die Mariae-Vitae-Ordensgemeinschaft für 76 Jahre bestehen, ging aber während der Jahre 1842–1850 ihrem Untergang entgegen, als nach der vollständigen Auflösung Polen-Litauens die russischen Behörden viele Mariawitek-Konvente schlossen. Im Rahmen der Repressalien gegenüber dem polnischen Volk wurde die Mariae-Vitae-Ordensgemeinschaft während des Januaraufstandes 1864 von kaiserlich russischen Behörden dann endgültig aufgelöst und ihr Betrieb eingestellt. Alle Vermögenswerte des Ordens übernahm der Fiskus und die Ordensschwestern waren gezwungen, anderen religiösen Ordensgemeinschaften beizutreten.